# Ар-Рази (шахматист)
Ар-Рази — один из первых известных игроков в шатрандж (IX век). Уроженец города Рей (Иран). Прославился при дворе халифа аль-Мутаваккиля (847—861), выиграв у Адли. Автор трактата «Элегантность в шахматах», который считается утерянным. В рукописях некоторых авторов приводятся высказывания ар-Рази и его задачи.